# Высотная метеорологическая лаборатория
Высотная метеорологическая лаборатория — система метеорологических наблюдений, использующая данные, получаемые от метеорологических датчиков на башнях и мачтах.
Изначально высотные метеорологический лаборатории создавались для улучшения прогноза погоды для авиации, но со временем эта задача стала реализовываться с помощью других систем наблюдения за погодой.
Основная задача современных высотных метеорологических лабораторий — получение данных о техногенном воздействии на окружающую среду.

## История
История высотных метрологических лабораторий началась с того, что в 1908 году на третьем ярусе Эйфелевой башни существующая метеорологическая станция была переоборудована в высотную метеорологическую лабораторию.
Эта лаборатория наработала статистические данные о повороте ветра и перемешивании в пограничном слое атмосферы.
Эти сведения использовались для повышения точности прогнозов авиационной метеорологии.
Позже авиационная метеорология стала использовать сведения, получаемые из других источников. После 1945 года в связи с исследованиями атомной энергии снова появилась потребность в высотных метрологических лабораториях.
В рамках Манхэттенского проекта были построены мачты с метеорологическими датчиками: высотой 120 метров на территории Брукхейвенской национальной обсерватории и 143 м в Ричмонде.
В Европе были построены две вышки: в Италии и в Дании (обе по 120 м высотой), также были реализованы проекты высотного метеонаблюдения в других странах.
В СССР в рамках национальной атомной программы в 1954 году была запущена Обнинская АЭС и в 1959 году на ней началась эксплуатация Обнинской высотной метеорологической мачты.